# Viscomtat
Viscomtat és un municipi francès situat al departament del Puèi Domat i a la regió d'Alvèrnia-Roine-Alps. L'any 2007 tenia 634 habitants.

## Demografia

### Població
El 2007 la població de fet de Viscomtat era de 634 persones. Hi havia 270 famílies de les quals 84 eren unipersonals (32 homes vivint sols i 52 dones vivint soles), 81 parelles sense fills, 85 parelles amb fills i 20 famílies monoparentals amb fills.
La població ha evolucionat segons el següent gràfic:
Habitants censats

### Habitatges
El 2007 hi havia 412 habitatges, 286 eren l'habitatge principal de la família, 64 eren segones residències i 62 estaven desocupats. 379 eren cases i 31 eren apartaments. Dels 286 habitatges principals, 217 estaven ocupats pels seus propietaris, 55 estaven llogats i ocupats pels llogaters i 14 estaven cedits a títol gratuït; 2 tenien una cambra, 9 en tenien dues, 49 en tenien tres, 93 en tenien quatre i 132 en tenien cinc o més. 214 habitatges disposaven pel capbaix d'una plaça de pàrquing. A 131 habitatges hi havia un automòbil i a 108 n'hi havia dos o més.

### Piràmide de població
La piràmide de població per edats i sexe el 2009 era:
| Homes | Edats   | Dones |
| ----- | ------- | ----- |
| 0     | 95 o +  | 0     |
| 4     | 90 a 94 | 0     |
| 4     | 85 a 89 | 0     |
| 0     | 80 a 84 | 12    |
| 28    | 75 a 79 | 24    |
| 28    | 70 a 74 | 16    |
| 4     | 65 a 69 | 28    |
| 24    | 60 a 64 | 24    |
| 16    | 55 a 59 | 12    |
| 32    | 50 a 54 | 24    |
| 36    | 45 a 49 | 16    |
| 36    | 40 a 44 | 32    |
| 36    | 35 a 39 | 24    |
| 20    | 30 a 34 | 20    |
| 16    | 25 a 29 | 8     |
| 12    | 20 a 24 | 16    |
| 28    | 15 a 19 | 28    |
| 20    | 10 a 14 | 28    |
| 16    | 5 a 9   | 12    |
| 8     | 0 a 4   | 8     |

## Economia
El 2007 la població en edat de treballar era de 390 persones, 269 eren actives i 121 eren inactives. De les 269 persones actives 246 estaven ocupades (132 homes i 114 dones) i 23 estaven aturades (14 homes i 9 dones). De les 121 persones inactives 49 estaven jubilades, 32 estaven estudiant i 40 estaven classificades com a «altres inactius».

### Ingressos
El 2009 a Viscomtat hi havia 273 unitats fiscals que integraven 617,5 persones, la mediana anual d'ingressos fiscals per persona era de 15.210 €.

### Activitats econòmiques
Dels 30 establiments que hi havia el 2007, 1 era d'una empresa extractiva, 1 d'una empresa alimentària, 12 d'empreses de fabricació d'altres productes industrials, 6 d'empreses de construcció, 5 d'empreses de comerç i reparació d'automòbils, 1 d'una empresa de transport, 1 d'una empresa d'hostatgeria i restauració, 1 d'una empresa de serveis i 2 d'empreses classificades com a «altres activitats de serveis».
Dels 11 establiments de servei als particulars que hi havia el 2009, 1 era una oficina de correu, 3 tallers de reparació d'automòbils i de material agrícola, 1 paleta, 3 fusteries, 1 lampisteria, 1 empresa de construcció i 1 perruqueria.
L'únic establiment comercial que hi havia el 2009 era una botiga de menys de 120 m².
L'any 2000 a Viscomtat hi havia 24 explotacions agrícoles que ocupaven un total de 429 hectàrees.

## Equipaments sanitaris i escolars
El 2009 hi havia una escola elemental.

## Poblacions més properes
El següent diagrama mostra les poblacions més properes.